# لبیج-کولونگا
لبیج-کولونگا (به لاتین: Lebiedzie-Kolonia) یک روستا در لهستان است که در گمینا ستردنگ واقع شده‌است. لبیج-کولونگا ۹۱ نفر جمعیت دارد.